# Thierry Solère
Thierry Soler (Nantes, 17 agosto 1971) è un politico francese.

## Biografia
Ha studiato economia e diritto e ha fatto carriera come consulente strategico e di pubbliche relazioni. Dopo essere entrato in politica, nel 2001-2011 è stato vicesindaco di Boulogne-Billancourt. Dal 2004 al 2015 è stato consigliere generale degli Hauts-de-Seine e suo vicepresidente (nel 2013 è entrato a far parte dell'Unione per un Movimento Popolare).
Nel 2012, nel secondo turno delle elezioni legislative, è stato eletto apparentée di destra all'Assemblea nazionale nel 9º arrondissement del dipartimento Hauts-de-Seine con una percentuale di 39.35% contro il 38.41% candidato dell'UMP Claude Guéant e il 22,24% della socialista Martine Even.
Il 3 marzo 2017, ha annunciato il suo ritiro dalla campagna presidenziale di François Fillon, che aveva sostenuto attivamente dal novembre 2016 ed era addetto stampa del candidato.
Nel giugno 2017 viene rieletto in Parlamento nella stessa circoscrizione come candidato de I Repubblicani. Ha ricevuto il 56,53% di voti al secondo turno, e la sua rivale - la apparentée di destra Marie-Laure Godin - il 43,47%.
Dopo le elezioni, si è unito al Gruppo UDI e Indipendenti, che ha unito i rappresentanti dei partiti di destra che hanno sostenuto la politica del presidente Emmanuel Macron in parlamento. Tuttavia, il 28 giugno 2017, come membro de I Repubblicani, è stato eletto questore dell'Assemblea nazionale (posizione solitamente ricoperta da un rappresentante del più grande partito di opposizione).
Il 31 ottobre 2017, l'Ufficio politico de I Repubblicani ha deciso di espellere dal partito coloro che sono entrati nel secondo governo di Édouard Philippe, nonché Soler e il leader del Gruppo UDI e Indipendenti Franck Riester.
Il 25 novembre 2017, Solère e alcuni degli altri espulsi hanno annunciato il loro ingresso ne La République En Marche. I Repubblicani respinsero le richieste di lasciare la posizione e rifiutarono le dimissioni.
Il 19 dicembre 2017 ha annunciato che avrebbe ufficialmente lasciato il suo incarico il 16 gennaio, giorno dell'elezione dei nuovi questori.
Il 16 gennaio 2018, Eric Ciotti è stato eletto nuovo questore repubblicano.

## Procedimenti giudiziari
L'11 luglio 2018, l'Ufficio di presidenza dell'Assemblea nazionale ha privato all'unanimità Solère della sua immunità parlamentare su richiesta della procura di Nanterre accusandolo di evasione fiscale. Il 17 luglio è stato preso in custodia.
L'11 ottobre 2019, la procura della Repubblica di Nanterre ha annunciato che tre giudici istruttori avevano accusato Solère di atti illeciti. Oltre all'evasione fiscale, appropriazione di fondi pubblici con l'uso del potere, divulgazione del segreto d'ufficio (in questo caso già condannato l'ex ministro della giustizia Jean-Jacques Urvoas, che ha consegnato a Solère informazioni sull'indagine in corso), l'uso di influenze indebite in relazione alle quattro società private e appropriazione indebita di fondi pubblici (le accuse si riferiscono al periodo 2003-2017).